# ARKLA Handywagon

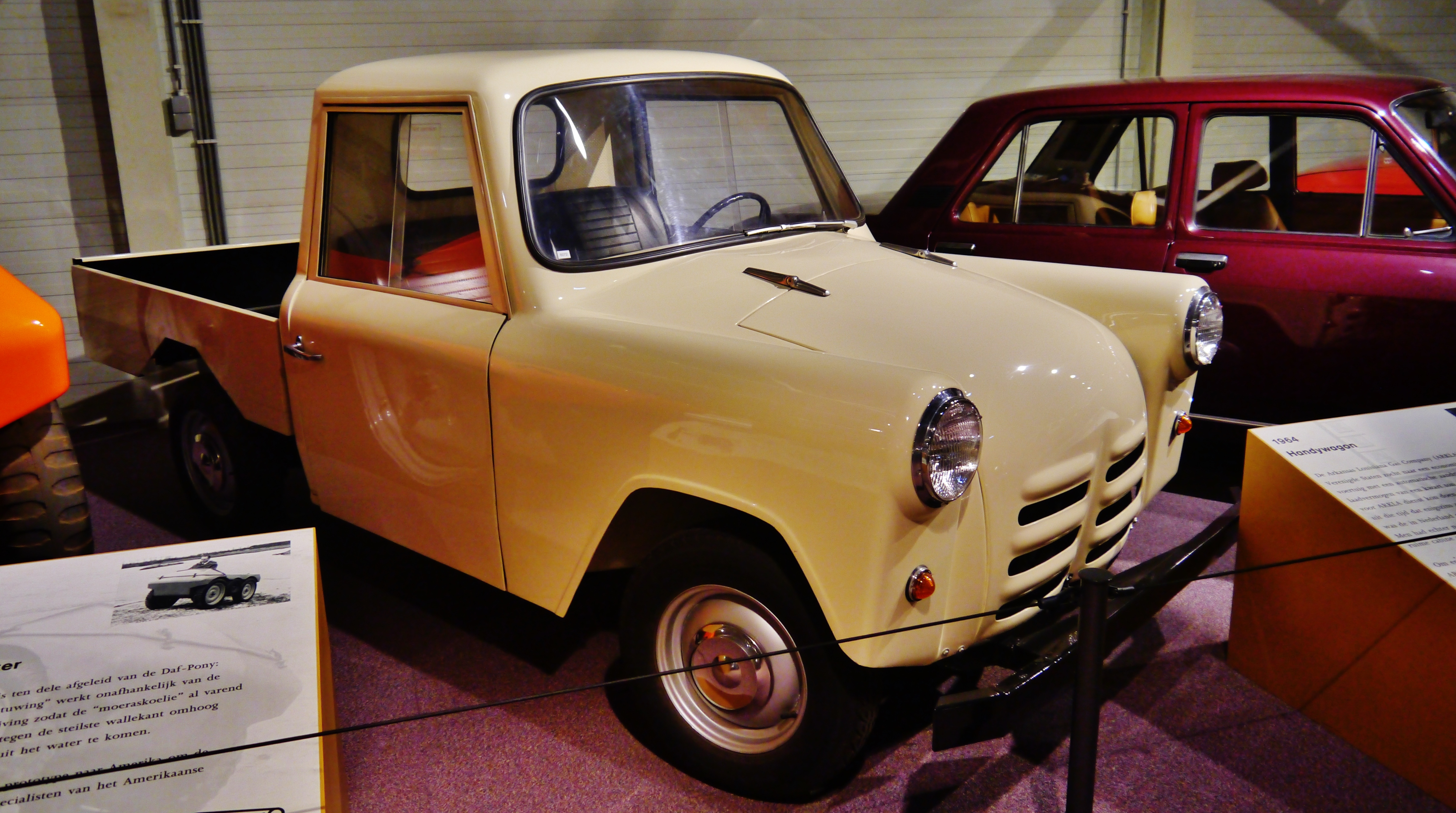
ARKLA Handywagon in het DAF Museum

De ARKLA Handywagon was een kleine pick-up op basis van DAF-componenten die in opdracht van de Arkansas Louisiana Gas Company gebouwd werd in een kleine werkplaats. De carrosserie werd in glasvezel uitgevoerd en gemaakt door een lokale bootbouwer. Ontworpen door Raymond Thornton en Ed Handy, bouwde men tussen de 80 en 97 eenheden van het model. Hoewel er plannen waren voor een grotere productie, kwam het daar niet van. Na ongeveer tien jaar werden de wagens vervangen. Slechts drie modellen zijn overgebleven: een in het DAF Museum, een bij ARKLA en een in het museum van Grant County in Arkansas.